# Торп, Крис
Крис Торп (англ. Chris Thorpe; 29 октября 1970, Уокиган, США) — американский саночник, выступавший за сборную США с 1989 по 2002 год. Принимал участие в четырёх зимних Олимпийских играх и выиграл две медали, серебро игр 1998 года в Нагано и бронзу игр 2002 года в Солт-Лейк-Сити — обе в парных мужских заездах. Чаще всего выступал в паре с Гордоном Широм.
Вместе с Широм они начали заниматься санным спортом ещё в 1987 году, причём у них тогда не было профессионального тренера, и все необходимые знания приходилось получать из трансляций заездов по телевидению. Со временем их сани катились всё быстрее и быстрее, на спортсменов обратили внимание функционеры олимпийского комитета и пригласили соревноваться в национальную сборную. На первых турнирах они, в силу слабой технической подготовки, не имели успеха, однако впоследствии одержали несколько значимых побед, в том числе и на Олимпийских играх.
Крис Торп является обладателем двух серебряных наград чемпионатов мира, первую он получил в 1995 году в Лиллехаммере, вторую годом позже в Альтенберге — тоже в парных мужских заездах. Спортсмен один раз выигрывал общий зачёт Кубка мира, наиболее успешным для него оказался сезон 1996—1997.
Закончил карьеру профессионального спортсмена в 2002 году, сразу после Олимпийских игр в Солт-Лейк-Сити. Ныне проживает в городе Гейнсвилл, где работает мотивационным оратором.